# برودا تاونشیپ، میشیگان
برودا تاونشیپ (به انگلیسی: Baroda Township) یک منطقهٔ مسکونی در ایالات متحده آمریکا است که در شهرستان برین، میشیگان واقع شده‌است. برودا تاونشیپ ۴۶٫۲ کیلومتر مربع مساحت و ۲٬۸۰۱ نفر جمعیت دارد و ۱۹۷ متر بالاتر از سطح دریا واقع شده‌است.